# Irish Masters 2000
Das Benson & Hedges Irish Masters 2000 war ein Snooker-Turnier im Rahmen der Snooker Main Tour der Saison 1999/2000. Das Einladungsturnier wurde vom 21. bis 26. März in Kill bei Dublin ausgetragen. Traditionell fand das Turnier in der Arena von Goffs statt.
Titelverteidiger Stephen Hendry erreichte zum zweiten Mal in Folge das Finale. Diesmal unterlag er seinem Landsmann John Higgins mit 9:4. Für Higgins war es der erste Titel beim Irish Masters, aber bereits der dritte Titel in dieser Saison. Im Viertelfinale erzielte er das zweite Maximum Break seiner Karriere, nachdem er das erst zwei Monate zuvor beim Nations Cup zum ersten Mal geschafft hatte. Es war das einzige Maximum in der Geschichte des Irish Masters.
Zwei Monate nach Turnierende wurde in Irland ein Verbot von Tabakwerbung und -sponsering beschlossen. Damit fiel Benson & Hedges nach 23 Jahren als Unterstützer und Namensgeber des Turniers weg. Im Jahr darauf konnte das Irish Masters aber mit neuem Sponsor fortgeführt werden.

## Preisgeld
Der ausgeschüttete Betrag blieb im Vergleich zum Vorjahr ungefähr gleich, allerdings nur unter Einbeziehung der Sonderprämie für das Maximum Break. Die Prämien für die Platzierungen gingen dagegen teils deutlich zurück. Etwa 8.000 £ bekam der Sieger, etwa 5.000 £ der Finalverlierer weniger. Zwischen 1.700 £ und 500 £ ging das Preisgeld bei den weiteren Plätzen zurück.
| Platzierung   | Preisgeld |
| ------------- | --------- |
| Sieger        | 54.949 £  |
| Finale        | 23.550 £  |
| Halbfinale    | 11.775 £  |
| Viertelfinale | 6.280 £   |
| Runde 1       | 3.925 £   |
| Maximum Break | 23.942 £  |
| Insgesamt     | 166.811 £ |

Anm.: Die ungeraden Beträge resultieren aus der Umrechnung von irischen in britische Pfund.

## Finalrunde
Alle 12 Teilnehmer kamen aus den Top 16 der Weltrangliste. Die Top 8 waren geschlossen vertreten, dazu waren neben dem zweiten Iren Fergal O’Brien noch Matthew Stevens, Steve Davis und Jimmy White eingeladen worden. Die Spieler ab Platz 5 spielten in Runde 1 gegeneinander. Die Top 4 waren für das Viertelfinale gesetzt. Wie in den Vorjahren wurden die ersten drei Runden im Modus Best of 11 gespielt. Das Finale ging über 9 Gewinnframes (Best of 17).
|  | Runde 1 (Best of 11) | Runde 1 (Best of 11) | Runde 1 (Best of 11) |    |                 | Viertelfinale (Best of 11) | Viertelfinale (Best of 11) | Viertelfinale (Best of 11) |   |                | Halbfinale (Best of 11) | Halbfinale (Best of 11) | Halbfinale (Best of 11) |  |  | Finale (Best of 17) | Finale (Best of 17) | Finale (Best of 17) |
|  |                      |                      |                      |    |                 |                            |                            |                            |   |                |                         |                         |                         |  |  |                     |                     |                     |
|  |                      |                      |                      |    |                 | 1                          | John Higgins               | 6                          |   |                |                         |                         |                         |  |  |                     |                     |                     |
|  | 6                    | Stephen Lee          | 4                    |    |                 | 1                          | John Higgins               | 6                          |   |                |                         |                         |                         |  |  |                     |                     |                     |
|  | 6                    | Stephen Lee          | 4                    | 12 | Jimmy White     | 4                          |                            |                            |   |                |                         |                         |                         |  |  |                     |                     |                     |
|  | 12                   | Jimmy White          | 6                    | 12 | Jimmy White     | 4                          |                            |                            | 1 | John Higgins   | 6                       |                         |                         |  |  |                     |                     |                     |
|  | 12                   | Jimmy White          | 6                    |    |                 |                            |                            |                            | 1 | John Higgins   | 6                       |                         |                         |  |  |                     |                     |                     |
|  |                      |                      |                      |    | 4               | Ronnie O’Sullivan          | 3                          |                            |   |                |                         |                         |                         |  |  |                     |                     |                     |
|  |                      |                      |                      | 4  | 4               | Ronnie O’Sullivan          | 3                          | Ronnie O’Sullivan          | 6 |                |                         |                         |                         |  |  |                     |                     |                     |
|  | 7                    | Ken Doherty          | 4                    | 4  |                 |                            |                            | Ronnie O’Sullivan          | 6 |                |                         |                         |                         |  |  |                     |                     |                     |
|  | 7                    | Ken Doherty          | 4                    | 9  | Matthew Stevens | 4                          |                            |                            |   |                |                         |                         |                         |  |  |                     |                     |                     |
|  | 9                    | Matthew Stevens      | 6                    | 9  | Matthew Stevens | 4                          |                            |                            | 1 | John Higgins   | 9                       |                         |                         |  |  |                     |                     |                     |
|  | 9                    | Matthew Stevens      | 6                    |    |                 |                            |                            |                            | 1 | John Higgins   | 9                       |                         |                         |  |  |                     |                     |                     |
|  |                      |                      |                      |    | 2               | Stephen Hendry             | 8                          |                            |   |                |                         |                         |                         |  |  |                     |                     |                     |
|  |                      |                      |                      | 2  | 2               | Stephen Hendry             | 8                          | Stephen Hendry             | 6 |                |                         |                         |                         |  |  |                     |                     |                     |
|  | 8                    | Alan McManus         | 6                    | 2  |                 |                            |                            | Stephen Hendry             | 6 |                |                         |                         |                         |  |  |                     |                     |                     |
|  | 8                    | Alan McManus         | 6                    | 8  | Alan McManus    | 2                          |                            |                            |   |                |                         |                         |                         |  |  |                     |                     |                     |
|  | 10                   | Fergal O’Brien       | 4                    | 8  | Alan McManus    | 2                          |                            |                            | 2 | Stephen Hendry | 6                       |                         |                         |  |  |                     |                     |                     |
|  | 10                   | Fergal O’Brien       | 4                    |    |                 |                            |                            |                            | 2 | Stephen Hendry | 6                       |                         |                         |  |  |                     |                     |                     |
|  |                      |                      |                      |    | 5               | John Parrott               | 3                          |                            |   |                |                         |                         |                         |  |  |                     |                     |                     |
|  |                      |                      |                      | 3  | 5               | John Parrott               | 3                          | Mark Williams              | 3 |                |                         |                         |                         |  |  |                     |                     |                     |
|  | 5                    | John Parrott         | 6                    | 3  |                 |                            |                            | Mark Williams              | 3 |                |                         |                         |                         |  |  |                     |                     |                     |
|  | 5                    | John Parrott         | 6                    | 5  | John Parrott    | 6                          |                            |                            |   |                |                         |                         |                         |  |  |                     |                     |                     |
|  | 11                   | Steve Davis          | 1                    | 5  | John Parrott    | 6                          |                            |                            |   |                |                         |                         |                         |  |  |                     |                     |                     |
|  | 11                   | Steve Davis          | 1                    |    |                 |                            |                            |                            |   |                |                         |                         |                         |  |  |                     |                     |                     |

## Finale
In der Hälfte der Finals in dieser Saison hatte einer der beiden Schotten gestanden, aber zum ersten Mal trafen die beiden Dauerkontrahenten direkt aufeinander. Davor hatten sie schon drei Finals gegeneinander gespielt, von denen Stephen Hendry zwei gewonnen hatte. Er spielte bereits zum 6. Mal um den Sieg im Goffs und wollte seinen Titel aus dem Vorjahr verteidigen, John Higgins stand hier erstmals im Endspiel.
Der Weltranglistenerste kam besser ins Match und holte sich mit hohen Breaks die ersten beiden Frames. Doch Hendry konterte und schaffte zwei Century-Breaks in Folge zum 2:2-Ausgleich. Doch nach der Pause zeigte Higgins, dass auch er dreistellig punkten konnte und holte sich Frame 5 mit dem höchsten Finalbreak von 128 Punkten. Die nächsten beiden Frames, den sich die Schotten teilten, waren die einzigen beiden, die etwas umkämpfter waren, dann ging das Break-Festival weiter. Mit einem 94er-Break stellte Higgins die 5:3-Führung nach dem Nachmittag her. In der Abendsession baute er sie auf 6:3 aus und nach 56 Punkten in Frame 11 schien auch dieser Frame an ihn zu gehen, doch Hendry stahl ihn noch mit einem 64-Punkte-Break. Doch es war der letzte Erfolg für den Rekordweltmeister. Mit einem Century holte Higgins den nächsten Frame und auch die folgenden beiden, während Hendry in den drei Frames nur noch 13 Punkte gelangen. Der 9:4-Sieg brachte Higgins den 18. Profititel in seiner Karriere.
| Finale: Best of 17 Frames Goffs, Kill, Irland, 26. März 2000 |                |                |
| John Higgins | 9:4            | Stephen Hendry |
| Nachmittag: 66:11 (60), 139:0 (97), 0:101 (101), 0:115 (115), 142:0 (128), 67:19, 50:69, 116:0 (94); Abend: 66:2 (60), 56:64 (56, 64), 109:0 (109), 73:12 (73), 76:1 |                |                |
| 128 | Höchstes Break | 115            |
| 2 | Century-Breaks | 1              |
| 8 | 50+-Breaks     | 3              |

## Century-Breaks
John Higgins war der Mann des Turniers. Erst erzielte er in seinem Auftaktmatch das 36. offizielle Maximum Break der Snookergeschichte, dann sicherte er sich unter anderem mit zwei weiteren Century-Breaks im Finale den Titel. Die Prämie von 23.942 £, die er für sein Maximum bekam, war höher als das Preisgeld für den Zweitplatzierten. Mit den 3 Centurys von Higgins gab es insgesamt 9 dreistellige Breaks von 6 verschiedenen Spielern.
| John Higgins    | 147, 128, 109 |
| John Parrott    | 135           |
| Stephen Lee     | 132           |
| Alan McManus    | 122           |
| Stephen Hendry  | 115, 101      |
| Matthew Stevens | 115           |